# اضطرابات النطق
اضطرابات النطق هي صعوبات في مظاهر الإنتاج الحركي للكلام أو عدم القدرة على إنتاج أصوات كلامية محددة. ويشير هذا التعريف إلى أن تعليم المهارات اللفظية هو عملية اكتسابية ناتجة عن التطور النمائي للقدرة على تحريك أعضاء النطق بطريقة دقيقة وسريعة.

## أنواع الاضطرابات النطقية
تأتي الاضطرابات النطقية على نوعين:
1. اضطرابات نطقية عضوية: وتكون بسبب وجود اختلال في أعضاء النطق أو اختلال في الجهاز العصبي، أو اختلال في الجهاز السمعي.
2. اضطرابات نطقية وظيفية: وتعرف بأنها الاضطرابات غير معروفة المصدر، فقد تكون بسبب التعود الخاطئ في إنتاج الصوت اللغوي، أو عدم تنبيه الطفل في مرحلة اكتساب الصوت إلى خطأ إنتاجه لصوت أو مجموعة أصوات، فيستمر الاضطراباب معه حتى بلوغه ويصبح سمة مائزة في كلامه[2]، وهنا تنشأ اللثة في صوت الراء أو أصوات الصفير وغيرها من صور الاضطرابات النطقية.

## طبيعة اضطرابات النطق
عندما يكون عند الشخص اضطرابات نطقية، فهذا يعني أن هناك أخطاء نطقية تظهر في كلامه، وهذه الأخطاء تأخذ أشكالا متعددة:
1. الإبدال: ويحدث أن يستبدل الصوت الهدف بصوت آخر من قائمة أصوات اللغة المتكلمة، فمثلا قد ينطق الشخص «قلم» «طلم»، أو «سار» «ثار»، أو «سيارة»«سيالة أو سياغة» وغير ذلك من الاستبدالات الصوتية التي قد تؤثر في أحيان كثيرة على وضوح الرسالة اللغوية وفهما، أو قد تؤثر في تغيير معنى الكلمة المنطوقة المتضمنة الصوت الهدف.
2. التشويه: ويعني إنتاج الصوت بصورة غير معيارية أو غير مألوفة، بحيث تتغير بعض خصائص الصوت، فيكون الصوت الناتج ليس في قائمة أصوات اللغة المنطوقة بل هو صوت غريب قد يحمل شيئا من خصائص الصوت الهدف وقد لا يحمل أيا منها. من نحو لثغة الراء مثلا عندما ينطق الصوت برفع مؤخر اللسان باتجاه الحنك اللين ويشكل تضييقا في تلك المنطقة النطقية، وبدلا من أن ينتج الراء مكررا من منطقة اللثة، يفقد صفة التكرار النطقي ويغدو متشكلا في منطقة الحنك اللين.
3. الحذف: وهو حذف الصوت في الكلمة المنطوقة دون التعويض عنه بصوت آخر، مما يحدث خللا في الوزن البنائي للكلمات فيفقدها معناها ويلتبس على السامع فهم المراد، فمثلا قد ينطق المرء كلمة «آب» بدلا من «باب» أو «تاب» بدلا من «كتاب»، هنا قد يساعد السياق في فهم المراد وقد يعسر ذلك إذا تراكمت المحذوفات الصوتية في الكلام المتتابع.
4. الإضافة: وهنا يضاف صوت إلى الكلمة الهدف فيتغير المعنى تبعا لذلك أو قد يغمض فلا يعود المتلقي يميز معنى الكلمة في سياقها.